# Suad Ibrahim Ahmed
Suad Ibrahim Ahmed (Omdurman, 30 de maig de 1935 - Khartoum, 29 de desembre de 2013) va ser una política i escriptora comunista sudanesa, líder i membre del comitè central del Partit Comunista Sudanès. Va ser activista en reivindicacions de dones. Va ser líder en la lluita contra el desplaçament del poble nubi de la regió de Wadi Halfa causada per la construcció de la presa d'Aswan.

## Vida i educació
Ahmed va néixer el 30 de maig de 1935 a Omdurman, filla d'Ibrahim Ahmed, un educador i polític liberal que va ser ministre d'Hisenda del Sudan al govern dirigit per Abdallah Khalil. La seva escolarització va ser en escoles públiques i catòliques. Es va incorporar a la Universitat de Khartum el 1955 com a estudiant i es va graduar el 1960. Durant aquest temps, va participar en el teatre, i va fundar la Societat de Música i Drama, a més de realitzar diverses obres de teatre. També es va tornar activa políticament i es va unir al Front Democràtic liderat pels comunistes. Es va convertir en la primera dona en exercir un càrrec executiu a la Unió d'Estudiants de la Universitat el 1957. Va ser la vicepresidenta de la Unió i va ser la responsable de redactar la constitució de la Unió.

## Activisme polític
Després de la seva graduació, Ahmed es va traslladar a Wadi Halfa, on va treballar al departament d'estadística del govern. Durant aquest període, els treballs de construcció començaven a la Presa d'Assuan al riu Nil, que submergiria tot Wadi Halfa, cosa que obligava a la població local de Nubia a reubicar-se. Això va causar disturbis a la zona, als quals Ahmed s'hi va unir. Va ser acomiadada del seu lloc de treball del govern com a resultat. La seva defensa constant dels drets del poble nubi davant del desplaçament a causa de la construcció de preses va fer que fos coneguda com a "Mare dels Nubis".
Ahmed es va unir al personal de Sawt el-Mara ("La Veu de les Dones"), una revista publicada per la Unió de Dones del Sudan (SWU). La revista va ser editada per l'activista comunista Fatima Ahmed Ibrahim. Tot i que era respectuosa amb l'Ibrahim, més vella i socialment conservadora, Ahmed no estava d'acord amb el paper de les dones, la religió i la moral i les estratègies del partit. Mentre que Ibrahim creia que l'Islam podia ser utilitzat com una força progressiva contra els conservadors religiosos, Ahmed volia lluitar contra les dones mitjançant idees seculars. Ahmed es va sentir obligada a mantenir-se dins del marc islàmic perquè creia que obligaria als progressistes a lluitar en el terreny dels seus oponents.
Al 1967 va ser una de les quatre dones que van ser elegides per als 33 membres del Comitè Central del Partit Comunista Sudanès, juntament amb Mahasin Abd al-Aal, Naima Babiker al-Rayah i Fatima Ahmed Ibrahim.